# Maurics András
Maurics András (Budapest, 1969. november 24. – London, 2011. február 18.) basszusgitáros.

## Pályafutása
Középiskolát a budapesti Madách Imre Gimnáziumban végezte 1984-1988 között, majd az Eötvös Loránd Tudományegyetem Természettudományi Karán szerzett geográfus diplomát.
Foglalkozott idegenvezetéssel, nyelvoktatással, tankönyvkészítéssel. A Cartaphilus kiadó Legendák élve vagy halva című zenei sorozata számára végzett fordítási munkákat, de részt vett filmek szinkronszövegének elkészítésében is. Felsőfokon beszélt angolul és spanyolul.
1990-ben volt gimnáziumi társaival megalakította a Karabély zenekart, mely a hazai underground műfaj egyik prominens képviselője lett. Basszusgitárosként és vokalistaként szerepelt. A zenekar 2007 szeptemberében adta búcsúkoncertjét. Közben játszott a kultikusabb zenét felvonultató Flash együttesben, valamint a Karabély feloszlása után alapított Denevér zenekarban is.
2010 második felétől haláláig Angliában lakott és dolgozott, ahol külföldi diákoknak tanította az angol nyelvet.

## Zenei kiadványai
- Talpramagyar (1992)
- Irány a végtelen (1994)
- Hotel Béke (1996)
- Táltos utca (2002)